# Arcilesbica
ArciLesbica è un'associazione composta da donne, nata nel dicembre 1996 dalla suddivisione di Arcigay e ArciLesbica in due distinti soggetti federati tra loro. Ad ArciLesbica possono aderire sia singole persone che gruppi organizzati, purché composti e diretti da sole donne. Nel 2014, ultimo anno di cui il dato è disponibile, Arcilesbica contava 1 017 socie.  Dal 2014 nessun dato è disponibile sul numero delle iscritte o sul numero dei circoli affiliati.
Dal 2017 la presidente di ArciLesbica è Cristina Gramolini. Il logo di ArciLesbica rappresenta due simboli di Venere che si intrecciano all'interno di due ali che vanno a formare una farfalla. Il colore del logo è viola. ArciLesbica aderisce a Women's Declaration International (WDI) e CIAMS Coalition for the Abolition of Surrogate Motherhood.

## Obiettivi
Nel proprio sito dichiara che persegue la finalità di combattere ogni forma di pregiudizio e di discriminazione nei confronti delle lesbiche e delle donne in generale, di rivendicare il riconoscimento e il pieno godimento dei loro diritti civili, di dare visibilità alle lesbiche sul piano politico, culturale e dei diritti, promuovendone l'affermazione e la diffusione della cultura.  In particolare si prefigge di: 
- diffondere ovunque visibilità, socialità, solidarietà fra le lesbiche, per esprimere la scelta lesbica, individuale e collettiva, in ogni luogo che la neghi o che non la preveda e lanciare un'offensiva culturale e politica contro l'eterosessualità obbligatoria e contro il sessismo;

- connettere le rivendicazioni lesbiche alle rivendicazioni di altri soggetti in lotta per l'emancipazione, secondo un progetto generale di liberazione dal dominio, e promuovere un movimento lesbico cosciente ed incisivo, impegnato nella trasformazione della vita associata nel segno della libertà, del rispetto, del benessere, della convivenza, che sappia dialogare e cooperare con gli altri movimenti impegnati a cambiare l'iniquo patto sociale e sessuale;

- combattere ogni forma di pregiudizio e di discriminazione nei confronti delle lesbiche e delle persone omosessuali;
- potenziare la visibilità delle lesbiche;
- rivendicare il riconoscimento e il pieno godimento dei diritti civili.

## Congressi Nazionali
Il Congresso Nazionale è l'organo di maggiore partecipazione associativa. Il Congresso Nazionale decide l'indirizzo politico della Associazione.
- Milano, 27-28 novembre 2021: IX congresso nazionale "Fiducia nella genialità lesbica"
- Bologna, 8-10 dicembre 2017: VIII congresso nazionale "A mali estremi, lesbiche estreme"
- Cagliari, 27-29 marzo 2015: VII congresso nazionale "Il lesbismo non è semplice come bere un bicchier d'acqua"
- Milano, 23-25 marzo 2012: VI congresso nazionale "Esserci Adesso"
- Firenze, 12-14 dicembre 2008: V congresso nazionale "Nell'Italia della crisi economica e democratica teniamo alti i diritti e la cultura del lesbismo"
- Roma, 16-18 dicembre 2005: IV congresso nazionale "ArciLesbica: un decennio di politica"
- Roma, 15-17 novembre 2002: III congresso nazionale "Consolidiamo la scelta di autonomia attiva delle lesbiche nella comunità GLBT e nel campo della sinistra pacifista mondiale"
- Ancona, 12-14 novembre 1999: II congresso nazionale "Successi e limiti di tre anni"
- Padova, 14-15 dicembre 1996: I congresso nazionale "Nasce ArciLesbica"

## Scuola Estiva di studi sul lesbismo e sul genere
Formazione e confronto per donne lesbiche.
- Orientate alla felicità, 2014
- Il capitale disumano: può vivere solo chi se lo merita, 2015
- La scomparsa delle lesbiche: La prematura dissoluzione del soggetto femminile, 2016
- Donne che si preferiscono. Traiettorie del femminismo e del lesbismo, 2017
- Cosa è successo alle donne? Autodeterminazione e sovradeterminazione oggi, 2018
- Mare forza viola, 2019
- Differenti, non escludenti, 2021
- Matrilineare. Biografie di lesbiche oggi, 2022
- Lampo all'alba, 2023

## Lesbiche Migranti
ArciLesbica ha fatto da incubatore alla nascita dell’associazione Lesbiche Senza Frontiere, la prima associazione di lesbiche migranti in Italia. Nel 2014 Il Pride di Milano, grazie alla collaborazione di ArciLesbica e Gruppo IO (Immigrazione e Omosessualità), ha visto la presenza del gruppo organizzato di migranti che ha partecipato sfilando in testa al corteo.

## Posizioni politiche e controversie
Fin dalla fondazione ArciLesbica è stata criticata in quanto associazione composta esclusivamente da donne e quindi vista come divisiva all’interno del movimento LGBT.  ArciLesbica ha sempre rivendicato come positivo il fatto di essere una organizzazione composta e diretta solo da donne, in linea con una posizione di autonomia femminista.
Nel 2008 appoggia l'arresto, da parte della DIGOS, e la successiva incriminazione dell'attivista femminista Graziella Bertozzo sul palco del Bologna Pride, attraverso un comunicato firmato dalla presidente Francesca Polo e da Aurelio Mancuso.
A partire dal 2016 assume posizioni progressivamente più critiche nei confronti del sex working e della surrogazione di maternità a pagamento, che hanno posto l'associazione in aperto contrasto con Famiglie Arcobaleno e che le sono valse l'accusa di allineamento con le posizioni della destra conservatrice. La vittoria, al congresso nazionale del 2017, della mozione "A mali estremi, lesbiche estreme" su quella "Riscoprire le relazioni" ha indotto vari circoli a disaffiliarsi da ArciLesbica, non concordando con le politiche dell'associazione, ritenute eccessivamente radicali.
Nel 2020, in seguito ad ulteriori affermazioni trans-escludenti (TERF) e da molti ritenute transfobiche, viene consegnata alla Federazione ARCI una richiesta di espulsione di ArciLesbica firmata da 74 associazioni e circoli ARCI e da oltre 3 000 persone. Nel 2021 l'associazione avvia una campagna per emendare la proposta di legge presentata da Alessandro Zan contro lesbofobia, omofobia, bifobia, transfobia, misoginia e abilismo, attraverso lettere, petizioni, webinar, prese di posizione e dichiarazioni in modo da approvare una legge che non contrasti con i diritti delle donne.
Nel maggio 2021 la Lega Nord, attivamente impegnata a impedire l'approvazione del ddl Zan, invita la presidente di ArciLesbica in audizione, audizione che poi non si realizza.
Nel 2025, in occasione della Giornata internazionale della donna, diffonde una lettera aperta in cui vengono attaccati la GPA, il transfemminismo e il linguaggio inclusivo.

## Presidenti
- dal 2017: Cristina Gramolini
- dal 2015 al 2017: Roberta Vannucci
- dal 2012 al 2015: Paola Brandolini
- dal 2005 al 2012: Francesca Polo
- dal 2002 al 2005: Cristina Gramolini
- dal 1996 al 2002: Titti De Simone

## Circoli
- ArciLesbica Milano Zami
- ArciLesbica Novara L'isola che c'è
- ArciLesbica Trentino-AltoAdige L'Altra Venere
- Arcilesbica Modena
- ArciLesbica Ferrara
- Arcilesbica Libera Bergamo
- Arcilesbica Pisa-Livorno
- Arcilesbica Firenze[senza fonte]